# Mikroregion Třemšín
Mikroregion Třemšín je dobrovolný svazek obcí podle zákona v okresu Příbram, jeho sídlem jsou Hvožďany a jeho cílem je celkový rozvoj mikroregionu. Sdružuje celkem 10 obcí a byl založen v roce 2000.

## Obce sdružené v mikroregionu
- Rožmitál pod Třemšínem
- Hvožďany
- Věšín
- Volenice
- Sedlice
- Vranovice
- Bezděkov pod Třemšínem
- Vševily
- Hudčice
- Koupě